# Мангал Шобхаджатра
Мангал Шобхаджатра (бенг. মঙ্গল শোভাযাত্রা) — массовое шествие, которое проходит на рассвете в первый день бенгальского Нового года в Бангладеш. Шествие организовывается преподавателями и студентами факультета изящных искусств Даккского университета. Фестиваль считается выражением светской идентичности бангладешского народа и способом содействия единству нации. В 2016 году фестиваль объявлен нематериальным культурным наследием ЮНЕСКО и включен в репрезентативный список как наследие человечества.

## Этимология
Бенгальское выражение «Мангал Шобхаджатра» буквально означает «шествие за благополучие».

## История
В 1989 году впервые состоялось шествие фестиваля, когда в Бангладеш правил президент Хуссейн Мохаммад Эршад, который пришел к власти в результате бескровного государственного переворота.
В то время страна находилась под военной диктатурой и страдала от наводнений. В Дакке произошло массовое восстание, в ходе которого многие люди, в том числе активист Нур Хоссейн, погибли. Студенты факультета изящных искусств Даккского университета решили выступить против режима военных, устроив шествие Мангал Шобхаджатра на бенгальский Новый год.

## Прочее
Ежегодно тысячи людей принимают участие в шествии, в котором представлены гигантские макеты птиц, рыб, животных, народных сказок и других мотивов. Шествие символизирует единство, мир и изгнание зла ради прогресса страны и человечества. Шествие считается выражением светской идентичности бенгальского народа, объединяющего страну независимо от класса, возраста, религиозной веры или пола.

## Признание ЮНЕСКО
В 2014 году Бенгальская академия составила заявку на номинацию, которая была одобрена министерством культуры Бангладеш и передан в ЮНЕСКО. 30 ноября 2016 года фестиваль Мангал Шобхаджатра был избран в качестве нематериального культурного наследия Межправительственным комитетом по охране нематериального культурного наследия ЮНЕСКО на 11-й сессии, которая проходила в Аддис-Абебе (Эфиопия).

## Празднование в Индии
В 2017 году в знак солидарности с Бангладеш празднование Мангал Шобхаджатра состоялось в индийской Западной Бенгалии.